# Eva-Maria Liimets
Eva-Maria Liimets (Tallinn, 31 maggio 1974) è una politica estone del Partito di Centro Estone, ministra degli Esteri nel Governo Kallas I dal 26 gennaio 2021 al 3 giugno 2022.

## Formazione
Eva-Maria Liimets ha conseguito nel 1996 una laurea in amministrazione pubblica presso l'Università di Tartu e un master in gestione aziendale internazionale presso la Estonian Business School nel 2005. 
Nel 2005 si è diplomata al 19º Corso di Formazione internazionale in politiche della Sicurezza (ITC19) presso il Geneva Centre for Security Policy (Centro di Ginevra per le Politiche di sicurezza).

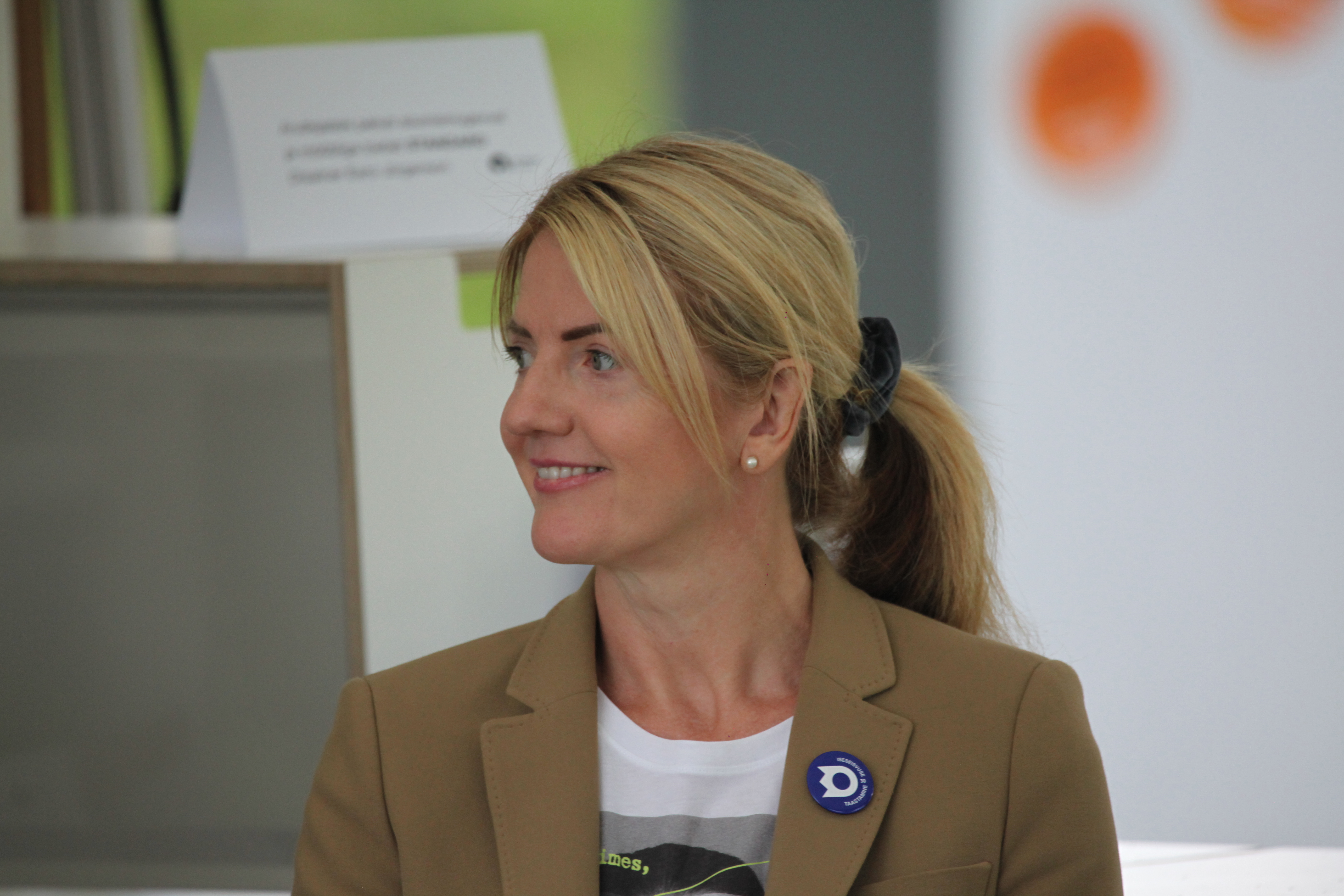
Eva-Maria Liimets (2021)

## Carriera Diplomatica e Politica
Ha lavorato presso l'Ambasciata dell'Estonia a Roma e l'Ambasciata dell'Estonia a Washington.
Dal 2014 al 2017 è stata Console Generale dell'Estonia a New York per poi diventare, nel 2017, Ambasciatrice dell'Estonia in Repubblica Ceca con accreditamenti in Slovenia e Croazia, carica che ha lasciato nel 2021. 
Tra il 2021-2022 è stata ministro Ministro degli Affari Esteri dell'Estonia nel governo di Kaja Kallas. Nominata come indipendente in quota al Partito di Centro Estone,  si è unita ufficialmente al partito il 9 giugno 2021.
Poco dopo il suo insediamento, Liimets annuncia l'inizio del "Mese Artico" a partire dal 28 gennaio 2021, con l'obiettivo di nominare l'Estonia come paese osservatore al Consiglio Artico lo stesso anno. “Gli sviluppi nell’Artico dovrebbero essere una preoccupazione per tutti, poiché il cambiamento climatico colpisce il mondo intero", ha detto.
Si è impegnata molto in difesa dell'Ucraina, arrivando a recarsi in automobile a Kyiv alla vigilia dell'invasione russa, il 23 febbraio 2022.
Insieme a tutti e sette i ministri del partner minore della coalizione, è stata dimessa dal governo il 3 giugno 2022.

## Rapporti con l'Italia
Liimets, data la sua esperienza a Roma, parla un eccellente italiano (oltre che inglese, tedesco, russo e finlandese). È stata insignita nel 2004 dell'onorificenza di Cavaliere nell'Ordine al Merito della Repubblica Italiana. Il 13 luglio 2021 ha personalmente inaugurato la nuova ambasciata estone in Italia, nel quartiere Trieste a Roma.